# The Last Stand - L'ultima sfida
The Last Stand - L'ultima sfida (The Last Stand) è un film del 2013 diretto da Kim Ji-Woon.
È stato il primo film di Arnold Schwarzenegger dopo aver concluso l'esperienza da governatore della California (in carica dal 2003 al 2011), nonché la prima pellicola in lingua inglese per il regista sudcoreano.

## Trama
Ray Owens, un ex poliziotto del dipartimento di polizia di Los Angeles, vive oggi a Sommerton Juncton, una tranquilla cittadina in Arizona, vicino al confine messicano, dove si guadagna da vivere come sceriffo. Un giorno il boss di un cartello della droga, Gabriel Cortez, sfugge all'FBI scomparendo dal tribunale in cui è sottoposto a processo, ruba un'auto e fugge a tutta velocità verso il confine con il Messico. Lo sceriffo, con l'aiuto di alcuni inesperti aiutanti, dovrà rincorrere il fuggitivo per impedirgli di espatriare.

## Personaggi
- Arnold Schwarzenegger interpreta Ray Owens, un ex poliziotto di Los Angeles ritiratosi dalla metropoli per diventare sceriffo della tranquilla cittadina Summerton Junton, vicino al confine messicano.[2]
- Forest Whitaker interpreta l'agente del governo John Bannister.
- Eduardo Noriega interpreta Gabriel Cortez, uno spietato boss del narcotraffico che cerca di fuggire in messico con 400 milioni di dollari.[3]
- Peter Stormare interpreta Burrel, braccio destro di Cortez, è a capo di una squadra di fuorilegge che tenterà di sopraffare Ray Owens e i suoi agenti.[4]
- Rodrigo Santoro interpreta il poliziotto Frank Martinez, aiutante dello sceriffo, affidabile nel suo lavoro, anche se a volte ama sfogarsi e far festa quando può.[5]
- Jaimie Alexander interpreta Sarah Torrance, un'agente che instaura una relazione con Frank.[6]
- Zach Gilford interpreta Jerry Bailey, amico per la pelle di Frank.[7]
- Luis Guzmán interpreta Mike Figuerola.
- Johnny Knoxville interpreta Lewis Dinkum.
- Harry Dean Stanton interpreta il sig. Parson, un contadino di Summerton.
- Génesis Rodríguez interpreta Ellen Richards, agente dell'FBI.

## Produzione

### Progetto e sviluppo
Lo sviluppo del progetto è stato concepito su uno spec script del novizio sceneggiatore Andrew Knauer, già apparso nella Black List del 2009, ossìa l'elenco delle sceneggiature più apprezzate di quell'anno ma non ancora prodotte che è stilato da esponenti dell'industria cinematografica hollywoodiana. Nel 2011 Lorenzo Di Bonaventura, che aveva già in precedenza acquistato i diritti cinematografici per produrre il film, stipulò un contratto finanziario con la Lions Gate Entertainment sulla base del quale quest'ultima avrebbe cooperato nelle spese relative a questioni di marketing e distribuzione cinematografica. Successivamente vengono assunti Jeffrey Nachmanoff e George Nolfi per rimaneggiare la sceneggiatura mentre il budget stanziato per la realizzazione del film ammonta a 30 milioni di dollari. La fotografia e la colonna sonora del film sono state affidate rispettivamente a Ji-yong Kim e Mowg, connazionali del regista con il quale avevano già collaborato in precedenti pellicole. Franco-Giacomo Carbone fu incaricato come disegnatore di produzione.

### Regia
Nel settembre 2010 è stato reso noto che Kim Ji-Woon avrebbe diretto il film. Appena ingaggiato, il regista ha dichiarato che avrebbe cercato di far fronte alle pretese del sistema hollywoodiano per difendere il suo stile e la sua visione del film mentre riguardo al modo in cui si sarebbe approcciato a dirigere si è così espresso: «La mia idea per il film è realizzare una specie di mix tra Die Hard, storia tesa in cui si rischia di uccidere chiunque, e Mezzogiorno di fuoco, in cui bisogna proteggere qualcosa. Quindi il mio film riguarderà qualcosa che va protetto a costo della vita». Durante la lavorazione il regista, di madrelingua coreana, si è affidato a due interpreti per dare indicazioni al cast artistico e tecnico. Sebbene sia stato complicato all'inizio, il cast e la troupe si sono abituati in fretta, e lo stile enfatico e mimico di Kim Ji-Woon nel dirigere i film ha favorito la comprensione. Il coordinatore degli stunt Darrin Prescott si occupò di dirigere la seconda unità delle riprese dei film. In qualità di produzione statunitense, il regista ha introdotto novità sul metodo di regia, che riguarda l'editing in loco e l'uso di filtri sulla pellicola durante la lavorazione. Egli ha descritto il film come "una tela americana con i suoi colori sopra". Paragona la regia del suo primo film americano ad un matrimonio, eccitante e, a volte, disagevole all'inizio, ma ci si prende la mano col tempo. Schwarzenegger commentò la sua regia dicendo: «Sotto molti aspetti, Kim Ji-woon è come James Cameron, si occupa di tutto, dai dettagli fino alle riprese. Quando gesticola per mostrarci come vuole girare una scena, si può capire dove vuole arrivare e non c'è bisogno di aspettare la traduzione».
Commentando l'esperienza fatta negli Stati Uniti il regista ha dichiarato: «Girare a Hollywood non era necessariamente il mio obiettivo come regista, ma in qualche modo ho fatto qualcosa che mi piace. Voglio solo dare al pubblico la possibilità di godere di un film che parla di un'esperienza universale». Benché Kim Ji-Woon fosse la prima scelta come regista, la produzione contattò anche il russo Timur Bekmambetov, a cui piacque il progetto ma decise invece di dirigere La leggenda del cacciatore di vampiri.

### Cast
Liam Neeson era originariamente indicato come maggiore interprete tanto da firmare un pre-contratto a cui però ha rinunciato all'inizio del 2011 in favore di Taken - La vendetta.
Ad aprile 2011 un distributore polacco impegnato nel finanziamento di The Last Stand, ha annunciato che Arnold Schwarzenegger sarebbe stato uno dei protagonisti del film. Nel mese successivo l'attore sembrò aver rifiutato il ruolo per interpretare il drammatico Cry Macho. Il regista si è recato personalmente a casa di Schwarzenegger per convincerlo a recitare nel film. La sua partecipazione al film è rimasta in bilico dopo che aveva deciso di rinunciare nuovamente alla carriera cinematografica per gestire lo scandalo mediatico e il divorzio che lo avevano travolto a maggio. Il 12 luglio la Lionsgate ufficializza con un comunicato stampa che Arnold Schwarzenegger è stato scritturato per la parte del protagonista, pubblicando anche la sinossi del film. Un membro della casa di produzione della pellicola, ha riferito che il film è stato pensato specificamente per un uomo di 63 anni che dovrà prendere alcune importanti decisioni morali: «Abbiamo bisogno di un'icona per rivestirlo e Arnold è l'uomo giusto». A settembre Peter Stormare entra in trattative con la produzione per recitare la parte di Burrell, un veterano di guerra al soldo del villain. Nello stesso mese Latino Review ha appreso che Rodrigo Santoro interpreta il ruolo del poliziotto Frank Martinez. Jerry Bailey è il personaggio impersonato da Zach Gilford che è stato ingaggiato in ottobre insieme a Jaimie Alexander, la quale veste i panni di Sarah Torrance. L'11 ottobre inizia il casting delle comparse e Variety annuncia che l'antagonista principale del film è lo spagnolo Eduardo Noriega, che riveste il ruolo di Gabriel Cortez. Il 17 ottobre, data fissata per l'inizio delle riprese, la produzione rivela che sono stati ingaggiati Forest Whitaker, Luis Guzmán, Harry Dean Stanton e Johnny Knoxville. Il 31 ottobre viene riportato che l'ultima attrice a unirsi al cast artistico è stata Génesis Rodríguez per figurare nel ruolo di un agente dell'FBI.

### Riprese
Tra agosto e settembre, su indicazione del regista, sono stati compiuti sopralluoghi sui luoghi più funzionali alla trama e alle riprese esterne del film. Il set degli esterni per Summerton Juncton è stato allestito tra settembre e ottobre nella cittadina di Belen, nel Nuovo Messico. Schwarzenegger si è recato nel set il 4 ottobre per effettuare delle prove di ripresa, poi si è dovuto trasferire in quello de I mercenari 2 in Bulgaria per compiere quattro giorni di riprese. Il 17 ottobre 2011 è stata avviata la lavorazione del film con location divise tra Nuovo Messico e Nevada. Il 18 novembre 2011, durante una inquadratura ravvicinata, Schwarzenegger si è schiantato contro una telecamera procurandosi una ferita alla fronte che ha richiesto 8 punti di sutura. Inoltre, a riprese ultimate si sarebbe sottoposto a un intervento alla spalla per ricucire quattro tendini al braccio, conseguenza della scelta di non voler essere sostituito dalla controfigura durante le riprese girando di persona tutte le scene pericolose. Il divo ha ammesso di non essere più agile e scattante come un tempo: «Avrei anche potuto interpretare un personaggio più tranquillo ma per me è una conquista tornare a saltare da un edificio all'altro, essere spettatore di enormi esplosioni, fare gli inseguimenti in macchina e prendere a pugni il nemico». Dopo la prima settimana di dicembre la troupe si è spostata negli studi cinematografici di Albuquerque dove sono state filmate scene in uno stage a prova di suono. Le riprese sono state sospese il 17 dicembre per pausa festiva e sono ricominciate il 3 gennaio 2012 per girare scene ambientate in località come Bosque Farms, Laguna Pueblo, Mesita, Santa Fe e Albuquerque. La lavorazione si è conclusa il 2 febbraio 2012 e la susseguente post produzione è proseguita a Los Angeles.

### Post produzione
Gli effetti speciali sono stati realizzati dagli studi Lidar Guys e Method Studios, rappresentati da Josh Hakian come supervisore del campo visivo. La Movie Director Association ha concesso al regista dieci settimane di tempo per il montaggio del film, curato da Steven Kemper, senza possibilità di rettifiche ulteriori in corso d'opera. L'aggiunta degli effetti sonori è avvenuta in soli otto giorni; a tal proposito il rumorista Michael Broomberg definì "ridicolo" il tempo avuto a disposizione per una fase che in genere richiede un mese di lavoro. Il missaggio del suono e della colonna sonora (registrata a Seattle) si è svolto nell'ottobre 2012, quindi il mese successivo il film è stato ultimato.

## Promozione
Il 1º agosto 2012 sull'edizione online di USA Today è stata divulgata la prima immagine ufficiale che mostra Arnold Schwarzenegger nei panni dello sceriffo Ray Owens. Due settimane dopo il programma televisivo Entertainment Tonight trasmette un breve spot su The Last Stand mentre il sito web IGN pubblica la prima locandina del film, che ritrae la figura intera di Ray Owens con una pistola in mano, ed è presente la tagline «Not in his town. Not on his watch». Il 16 agosto Apple.com ha diffuso su iTunes il primo trailer in lingua originale, e il giorno seguente è stato allegato alle copie cinematografiche de I mercenari 2, al debutto nei cinema. L'11 ottobre, in occasione della convention New York Comic Con è stato mostrato un secondo poster realizzato con disegni stilizzati a tono fumettistico. Il trailer definitivo, più lungo, è stato lanciato online in data 7 novembre dal sito MovieClips.com sul social network Google+. Il 14 novembre viene diffusa in rete la locandina finale del film che mostra Ray Owens mentre imbraccia una mitragliatrice a canne rotanti; sottostante al titolo c'è la tagline «Retirement Is for Sissies». Il 26 novembre è stato pubblicato il trailer internazionale, della durata di due minuti. Il 10 dicembre è uscito il terzo trailer americano, e tre giorni dopo è stato lanciato online quello in lingua italiana. Il 21 dicembre la FilmAuro pubblica sulla propria pagina Facebook la locandina italiana del film. A dieci giorni dall'uscita nelle sale statunitensi è stato inoltre diffuso sul web un backstage di 4 minuti che mostra alcuni momenti salienti nella lavorazione del film. Un red band trailer, che presenta il film senza censure, fu pubblicato da Yahoo! Movies l'8 gennaio 2013,; lo stesso giorno l'edizione online del Corriere dello Sport pubblica uno spot italiano di 30 secondi.

## Distribuzione

### Data di uscita

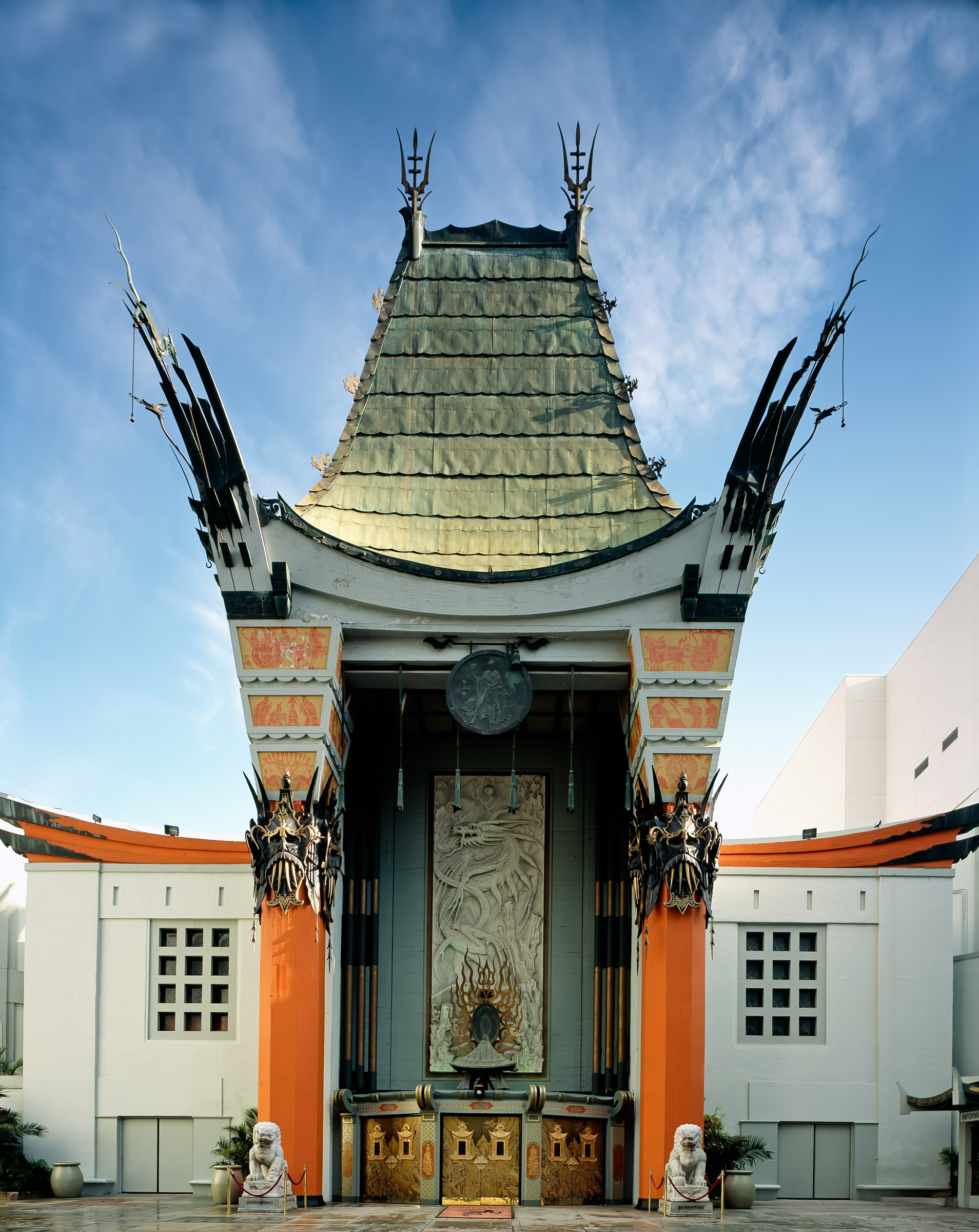
Il Grauman's Chinese Theatre ha ospitato l'anteprima mondiale del film.

La distribuzione nelle sale cinematografiche statunitensi è fissato per il 18 gennaio 2013. Lionsgate detiene i diritti di distribuzione casalinga e mondiale del film. La prima mondiale del film ebbe luogo il 14 gennaio 2013 a Hollywood, Los Angeles. In Italia viene distribuito da FilmAuro attraverso l'appoggio della Universal Pictures, a partire dal 31 gennaio 2013.
Le date di uscita internazionali previste nel corso del 2013 a tutt'oggi sono:
- 14 gennaio 2013 negli Stati Uniti (première mondiale)
- 17 gennaio 2013 in Argentina (El último desafío), Egitto, Emirati Arabi Uniti, Hong Kong, Kuwait, Libano, Malaysia, Qatar, e Thailandia
- 18 gennaio 2013 in Brasile (O Último Desafio), Bulgaria (Последна битка), Canada (Le Dernier Combat), Lituania (Paskutinė tvirtovė), Messico (El último desafío), Pakistan, Taiwan e negli Stati Uniti d'America
- 23 gennaio 2013 nel Regno Unito (première britannica)
- 23 gennaio 2013 in Belgio e Francia (Le Dernier Rempart)
- 24 gennaio 2013 in Israele (עומד אחרון), Ungheria (Erőnek erejével) e Slovenia (Zadnja bitka)
- 25 gennaio 2013 in Estonia (Viimane võitlus), Irlanda, Lettonia (Pēdējā sadursme), Regno Unito, Romania (Ultima redută) e Uruguay (El último desafío)
- 30 gennaio 2013 in Svizzera[62]
- 31 gennaio 2013 in Austria, Bosnia ed Erzegovina, Cile (El último desafío), Croazia (Posljednja bitka), Germania (Last Stand), Italia (The Last Stand - L'ultima sfida), Perù (El último desafío), Slovacchia (Konečná), Svizzera[63] e Ucraina (Остання Битва)
- 1º febbraio 2013 in Islanda e Spagna (El último desafío)
- 7 febbraio 2013 in Grecia, Paesi Bassi e Repubblica Ceca (Konečná)
- 18 febbraio 2013 in Colombia (El último desafío)
- 21 febbraio 2013 in Australia, Russia (Возвращение героя) e Singapore
- 22 febbraio 2013 in Norvegia e Vietnam
- 28 febbraio 2013 in Portogallo
- 1º marzo 2013 in Polonia (Likwidator)
- 7 marzo 2013 in Danimarca
- 8 marzo 2013 in Paraguay (El último desafío) e Sudafrica
- 15 marzo 2013 in Finlandia e Turchia
- 27 aprile 2013 in Giappone (ラストスタンド)
- 2 maggio 2013 in Nuova Zelanda